# Carinata albusa
Carinata albusa är en insektsart som beskrevs av Li och Wang 1996. Carinata albusa ingår i släktet Carinata och familjen dvärgstritar. Inga underarter finns listade i Catalogue of Life.